# Campeonato Mundial de Patinaje Artístico sobre Hielo de 2002
El XCII Campeonato Mundial de Patinaje Artístico sobre Hielo se realizó en Nagano (Japón) entre el 16 y el 24 de marzo de 2002. Fue organizado por la Unión Internacional de Patinaje sobre Hielo (ISU) y la Federación Japonesa de Patinaje sobre Hielo. 
Las competiciones se efectuaron en el M-Wave. Participaron en total 175 patinadores de 41 países.

## Resultados

### Masculino
| Puesto | Nombre         | País           | Puntos |
| ------ | -------------- | -------------- | ------ |
| Oro    | Alexei Yagudin | Rusia          | 2,0    |
| Plata  | Timothy Goebel | Estados Unidos | 4,8    |
| Bronce | Takeshi Honda  | Japón          | 6,0    |

### Femenino
| Puesto | Nombre          | País           | Puntos |
| ------ | --------------- | -------------- | ------ |
| Oro    | Irina Slutskaya | Rusia          | 2,0    |
| Plata  | Michelle Kwan   | Estados Unidos | 4,2    |
| Bronce | Fumie Suguri    | Japón          | 5,0    |

### Parejas
| Puesto | Nombre                             | País           | Puntos |
| ------ | ---------------------------------- | -------------- | ------ |
| Oro    | Shen Xue / Hongbo Zhao             | China          | 1,5    |
| Plata  | Tatiana Totmianina / Maxim Marinin | Rusia          | 3,0    |
| Bronce | Kyoko Ina / John Zimmermann        | Estados Unidos | 4,5    |

### Danza en hielo
| Puesto | Nombre                           | País   | Puntos |
| ------ | -------------------------------- | ------ | ------ |
| Oro    | Irina Lobacheva / Ilia Averbukh  | Rusia  | 2,0    |
| Plata  | Shae-Lynn Bourne / Victor Kraatz | Canadá | 4,0    |
| Bronce | Galit Chait / Sergei Sakhnovski  | Israel | 7,0    |

## Medallero
| Núm. | País           | Oro | Plata | Bronce | Total |
| ---- | -------------- | --- | ----- | ------ | ----- |
| 1    | Rusia          | 3   | 1     | 0      | 4     |
| 2    | China          | 1   | 0     | 0      | 1     |
| 3    | Estados Unidos | 0   | 2     | 1      | 3     |
| 4    | Canadá         | 0   | 1     | 0      | 1     |
| 5    | Japón          | 0   | 0     | 2      | 2     |
| 6    | Israel         | 0   | 0     | 1      | 1     |
|      | TOTAL          | 4   | 4     | 4      | 12    |

| Predecesor: Canadá 2001 | Campeonato Mundial de Patinaje Artístico sobre Hielo 2002 | Sucesor: Estados Unidos 2003 |

- Datos: Q1319203